# Leonard McCoy
Leonard H. McCoy, soprannominato amichevolmente Bones, è un personaggio immaginario del franchise di fantascienza Star Trek. Vi sono più interpretazioni del significato della "H." del nome. Nel film Star Trek III - Alla ricerca di Spock, McCoy stesso afferma di chiamarsi Henry, mentre numerose trasposizioni romanzate dei film affermano invece la "H." stare per Horatio. Tuttavia i romanzi di Star Trek non sono considerati normalmente canonici.
È stato interpretato da DeForest Kelley, nella serie classica, nel pilota di The Next Generation, in Deep Space Nine, nei film con protagonista l'equipaggio della serie classica, Star Trek, L'ira di Khan, Alla ricerca di Spock, Rotta verso la Terra, L'ultima frontiera e Rotta verso l'ignoto, oltre che nel cortometraggio Star Trek Adventure. L'attore ha poi prestato la voce al personaggio nella serie animata e in alcuni videogiochi del franchise. Successivamente è stato ripreso da John M. Kelley nelle due webserie fanfiction Star Trek: New Voyages e Starship Farragut. Karl Urban lo ha infine impersonato nei film della Kelvin Timeline, Star Trek, Into Darkness - Star Trek e Star Trek Beyond, prestandogli la voce anche nel videogioco Star Trek del 2013.
Il personaggio è inoltre presente in alcuni romanzi e fumetti del franchise.
McCoy è il medico di bordo dell'astronave USS Enterprise  capitanata da James T. Kirk, che, con il suo temperamento passionale, costituisce la controparte umana del logico Spock.

## Storia del personaggio

### Primi anni
Sebbene non siano note direttamente informazioni sulla vita di McCoy, i produttori e gli sceneggiatori della serie classica avevano previsto delle informazioni biografiche per caratterizzare il dottore. Leonard H. McCoy è nato il 20 gennaio 2218 o nel 2227 in Georgia, USA, pianeta Terra. Nella sceneggiatura originale dell'episodio Lo spettro di una pistola, inoltre, Doc Holliday (interpretato da Sam Gilman) afferma che McCoy sarebbe originario di Atlanta. McCoy ha poi frequentato l'Università del Mississippi tra il 2245 e il 2249. In seguito ha svolto la specializzazione medica tra il 2249 e il 2253.
Una storia scritta da D.C. Fontana, che tuttavia non venne usata nella serie, racconta che McCoy si sarebbe sposato appena prima di ottenere la specializzazione in medicina. Dopo aver iniziato un'attività da medico privato ha avuto una figlia da sua moglie. Successivamente ha divorziato dalla donna e ha combattuto una causa legale per ottenere l'affidamento della figlia. Dopo aver perso la causa legale, ha chiuso lo studio medico e si è arruolato nella Flotta Stellare per fuggire dal dolore prodotto dalla perdita della sua famiglia. Sebbene non sia stata descritta dell'universo di Star Trek, questa parte della vita di McCoy viene usualmente considerata come parte integrante della sua biografia e ne vengono fatti degli accenni nei film della Kelvin Timeline.
Le uniche informazioni ufficiali disponibili su McCoy affermano comunque che ha avuto una relazione romantica con l'atleta Emony Dax quando era studente universitario e che ha effettuato l'eutanasia a suo padre (evento riferito nel film Star Trek V - L'ultima frontiera).
Dopo essere entrato nella Flotta Stellare, come medico McCoy non dovette frequentare l'Accademia della Flotta e fu promosso al grado di tenente. Le sue assegnazioni non sono chiare ma nel 2265 è stato promosso al grado tenente comandante e assegnato come osservatore medico sul pianeta Capella. L'incarico era superfluo, dato che gli abitanti del pianeta vivevano in una società tribale dominata dalla superstizione dove le sue competenze professionali non erano richieste.

### Serie classica
Nel 2266 Leonard McCoy venne nominato ufficiale medico sull'USS Enterprise sotto il comando del capitano James T. Kirk per rimpiazzare il dottor Mark Piper (nelle storie non ufficiali si specula che McCoy fosse stato assegnato fin dall'inizio all'Enterprise, ma che avesse preso una licenza per motivi personali e che quindi il medico Mark Piper lo stesse solo sostituendo).
Durante la missione gli viene diagnosticata una malattia sempre letale, la xenopolycithemia, ma grazie al signor Spock trova la cura alla sua malattia sul pianeta Yonada. McCoy lavora fino al 2269 sull'Enterprise ed alla fine della missione quinquennale si suppone che sia stato promosso a comandante. Si ritira dalla flotta nel 2269 per intraprendere la professione privata di medico.

### Film
Nel 2271 viene richiamato in servizio, come altri membri dell'equipaggio dell'Enterprise originale, per affrontare la crisi V'ger (nel primo film), un reintegro che egli accetta suo malgrado, convinto di aver concluso con le missioni spaziali, ed in seguito ha preso parte alla seconda missione quinquennale come Ufficiale Medico sotto il comando di Kirk fino al 2276. La sua assegnazione nel decennio del 2270 è sconosciuta, ma nel 2282 egli è istruttore medico all'Accademia della Flotta Stellare.
Nel 2286 Leonard McCoy viene assegnato come ufficiale medico alla seconda Enterprise (NCC-1701A). Ha mantenuto tale ruolo fino al 2293, anno in cui la nave viene posta in disarmo. I fan di Star Trek hanno ipotizzato che sia stato quindi promosso al grado di capitano nel 2295 e altre speculazioni indicano che McCoy sia stato promosso alla direzione della Scuola Medica della Federazione.

### Altre apparizioni
All'inizio del XXIV secolo, Leonard McCoy ha raggiunto il grado di ammiraglio e si è pensionato dalla Flotta Stellare. È riapparso durante l'episodio Incontro a Farpoint (prima parte), pilota di Star Trek: The Next Generation, dove viene accompagnato da Data per una visita lungo i corridoi della nuova USS Enterprise NCC-1701-D, durante la quale apprendiamo che McCoy ha 137 anni. In uno scambio di battute con Data, McCoy afferma: «Non hai le orecchie a punta, ma da come parli, direi che sei un Vulcaniano». Data replica: «No, signore, io sono un androide». Il dottore risponde: «Più o meno siamo lì».
McCoy non fa altre apparizioni nella serie The Next Generation o nelle serie successive; è apparso brevemente in Star Trek: Deep Space Nine nell'episodio della quinta stagione Animaletti pericolosi, ma tale apparizione è stata ottenuta montando spezzoni di un episodio della serie classica. McCoy è apparso anche in numerosi romanzi legati alla Next Generation.
Il personaggio compare, a partire dal 2004, nella serie fanfiction Star Trek: New Voyages, che ripropone il seguito della serie classica.
In seguito lo ritroviamo nei film della Kelvin Timeline: Star Trek (2009), Into Darkness - Star Trek (2013) e Star Trek Beyond (2016).

## Interpreti

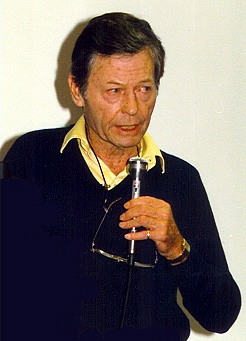
DeForest Kelley, il primo e più noto interprete di Leonard McCoy

Il primo e più noto interprete di Leonard McCoy è l'attore statunitense DeForest Kelley, che lo impersona in 76 degli 80 episodi della serie classica  (1966-1969), nel pilota della serie televisiva Star Trek: The Next Generation (1987) e nei sei film che vedono protagonista l'equipaggio della serie classica: Star Trek (Star Trek: The Motion Picture, 1979), Star Trek II - L'ira di Khan (Star Trek II: The Wrath of Khan, 1982) Star Trek III - Alla ricerca di Spock (Star Trek III: The Search for Spock, 1984), Rotta verso la Terra (Star Trek IV: The Voyage Home, 1986), Star Trek V - L'ultima frontiera (Star Trek V: The Final Frontier, 1989) e Rotta verso l'ignoto (Star Trek VI: The Undiscovered Country, 1991), oltre che nel cortometraggio Star Trek Adventure (1991).
Kelley presta inoltre la voce al personaggio in 22 episodi della serie animata (1973-1974) e nei videogiochi Star Trek: Judgment Rites (1993) e Star Trek 25th Anniversary (1992).
Nell'edizione italiana delle opere del franchise, DeForest Kelley viene doppiato in italiano da: Raffaele Fallica (primo doppiaggio della serie classica); Enzo Consoli (secondo doppiaggio della serie classica e serie animata); Enzo Garinei (The Next Generation); Pino Locchi (Star Trek, film 1979); Silvio Anselmo (L'ira di Khan); Paolo Poiret (Alla ricerca di Spock); Luciano De Ambrosis (Rotta verso la Terra); Marco Mete (L'ultima frontiera); Giorgio Lopez (Rotta verso l'ignoto).
In 13 dei 19 episodi della serie fanfiction Star Trek: New Voyages (2004-2016), Leonard McCoy viene interpretato dall'attore John M. Kelley. Nel 2007 l'attore riprende il ruolo nell'episodio pilota di un'altra serie fanfiction, Starship Farragut.
Nei film della Kelvin Timeline (Star Trek del 2009, Into Darkness - Star Trek del 2013 e Star Trek Beyond del 2016), il dottor McCoy è interpretato dall'attore neozelandese Karl Urban. Urban presta la voce a McCoy anche nel videogioco Star Trek (2013). Nell'edizione italiana dei film della Kelvin Timeline, Urban viene doppiato da Francesco Bulckaen.
Il personaggio o parodie dello stesso appaiono anche in numerose altre serie televisive, per lo più di animazione, non appartententi al franchise, con la voce di diversi altri attori. Fred Tatasciore gli presta la voce in tre episodi della serie animata Robot Chicken (The Munnery, 2006; In Bed Surrounded by Loved Ones, 2012; Snarfer Image, 2014), mentre Kevin Shinick gli presta la voce nella serie animata Mad.

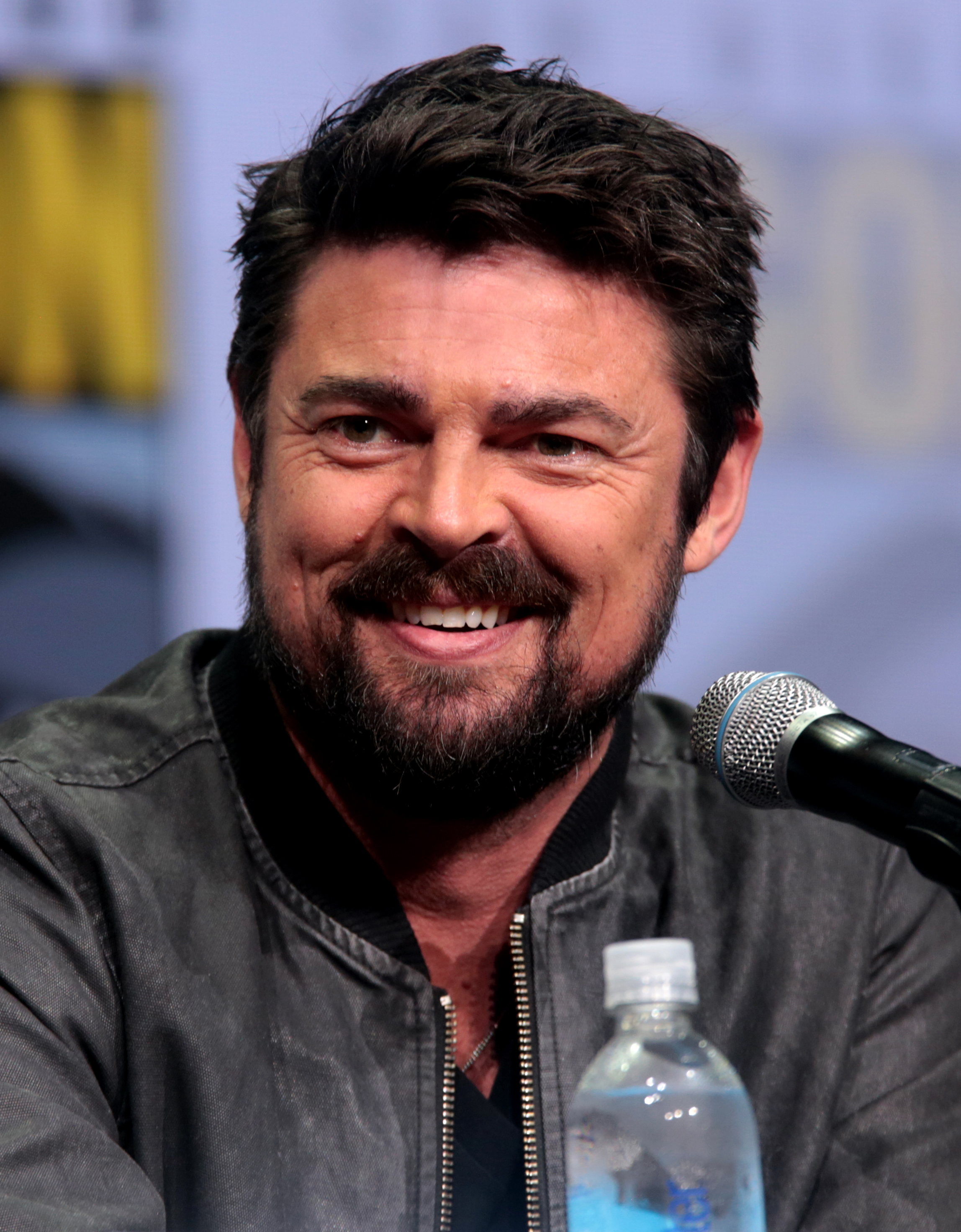
Karl Urban, interprete di McCoy nella Kelvin Timeline
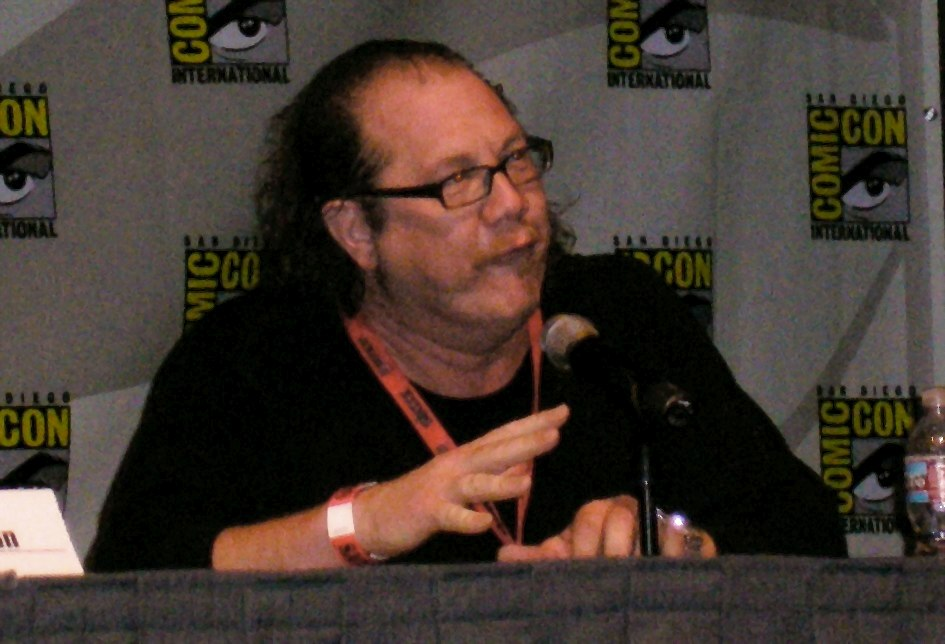
Fred Tatasciore, doppiatore di McCoy in Robot Chicken
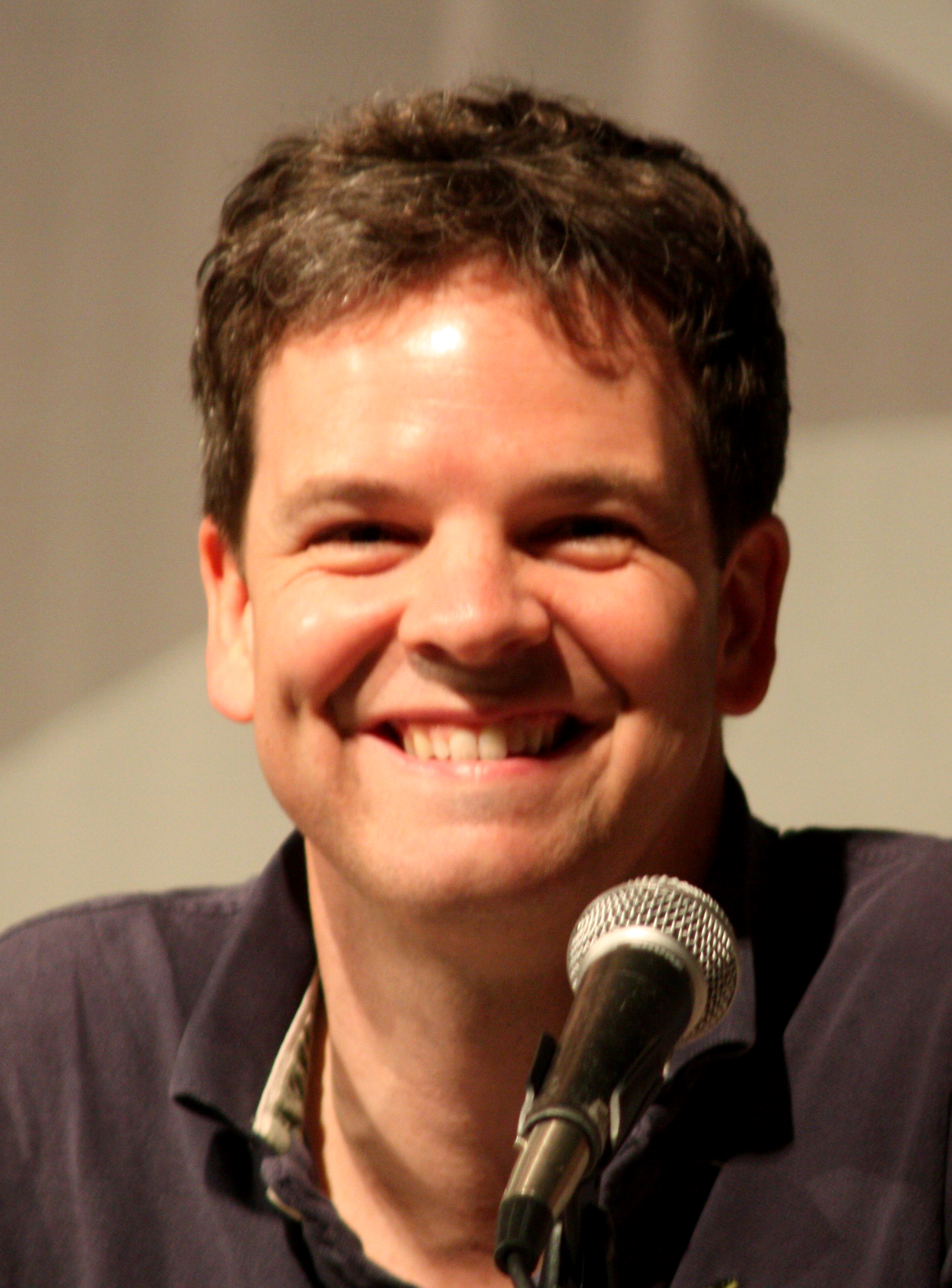
Kevin Shinick, doppiatore di McCoy in Mad

## Filmografia

### Cinema
- Star Trek (Star Trek: The Motion Picture), regia di Robert Wise (1979) - DeForest Kelley
- Star Trek II - L'ira di Khan (Star Trek II: The Wrath of Khan), regia di Nicholas Meyer (1982) - DeForest Kelley
- Star Trek III - Alla ricerca di Spock (Star Trek III: The Search for Spock), regia di Leonard Nimoy (1984) - DeForest Kelley
- Rotta verso la Terra (Star Trek IV: The Voyage Home), regia di Leonard Nimoy (1986) - DeForest Kelley
- Star Trek V - L'ultima frontiera (Star Trek V: The Final Frontier), regia di William Shatner (1989) - DeForest Kelley
- Rotta verso l'ignoto (Star Trek VI: The Undiscovered Country), regia di Nicholas Meyer (1991) - DeForest Kelley
- Star Trek Adventure - cortometraggio (1991) - DeForest Kelley
- Star Trek, regia di J. J. Abrams (2009) - Karl Urban
- Into Darkness - Star Trek (Star Trek Into Darkness), regia di J. J. Abrams (2013) - Karl Urban
- Star Trek Beyond, regia di Justin Lin (2016) - Karl Urban

### Televisione
- Star Trek - serie TV, 76 episodi (1966-1969) - DeForest Kelley
- Star Trek - serie TV, 22 episodi (1973-1974) - DeForest Kelley
- Star Trek: The Next Generation - serie TV, episodio 1x01 (1987) - DeForest Kelley
- Star Trek: Deep Space Nine - serie TV, episodio 5x06 (1996) - DeForest Kelley
- Star Trek: New Voyages - webserie, 13 episodi (2004-2016) - DeForest Kelley
- Robot Chicken - serie animata, episodi 2x12-6x07-7x07 (2006, 2012, 2014)
- Starship Farragut - webserie, episodio 1x01 (2007)
- Mad - serie animata, episodi 1x13-4x06-4x09 (2011, 2013)

## Videogiochi
- Star Trek: Judgment Rites (1993)
- Star Trek 25th Anniversary (1992)
- Star Trek Online (2010)
- Star Trek (2013) - Karl Urban
- Star Trek Fleet Command (2018)